# Хадраке (замок)
Замок Хадраке (исп. Castillo de Jadraque) — замок IX века, перестроенный в XV веке, расположенный в муниципалитете Кастилия-Ла-Манча, в Испанской провинции Гвадалахара. Замок был возведён в 801 году арабами, для защиты Гвадалахары от христиан по соседству с одноимённым городом.
Замок представляет собой неприступную крепость на границе мусульманских земель. Завершение Реконкисты в конце XV века превратило замок в резиденцию высокопоставленных чиновников и королевских родственников, оставаясь ей до конца XVI века, пока в ходе войны за испанское наследство не был оставлен на произвол судьбы.

## История
Место замка Хадраке и окружающая его территория были обитаемы с глубокой древности. Первая кладка 801 года в основании замка свидетельствует о том, что скала, вероятно, была обжита ещё древними римлянами. Известно, что здесь был мавританский форт для контролирования окружающих территорий.
Крепость мавров перешла в руки испанцев в 1129 году, когда войска под предводительством легендарного Сида Кампеадора вернули эти территории христианам. После этого замок в 1434 году был пожалован королём Хуаном II своей  
дальней родственнице Марии Кастильской, став таким образом резиденцией принцев.

### Новые владельцы
В 1469 году владельцем замка стал епископ Педро Гонсалес де Мендоса, купивший его у Каррильо де Акуньи. В конце века он приказал снести мавританскую постройку и возвести на холму новый фортификационный комплекс, который и дошёл до наших дней. Проектированием занимался испанский архитектор Хуан Гуас.
Во времена преемника Гонсалеса — Родриго Диаса де Вивара-и-Мендосы, маркиза Сенте и Конде дель Сид, замок был богато обставлен и декорирован лепниной. Летописцы указывали, что «в замке царила элегантная [и] аристократическая атмосфера». Уже в начале XVI Хадраке стал культурным центром провинции в стиле эпохи Возрождения, в том числе благодаря Менсии де Мендоса, дочери маркиза дель Сида. Она стала первой представительницей семейства, родившимся в замке Хадраке. Будучи замужем за Энрико ди Нассау, она получила средства на поддержание облика своего жилья в качестве «салона».

### Война и последствия
Когда в 1701 году началась Война за испанское наследство, Хадраке вновь приобрёл стратегически важное значение. В крепость был доставлен гарнизон в случае нападения французских войск на Испанию, однако военные действия сдвинулись к Барселоне, и замок перестал играть важную роль в защите провинции. Когда война завершилась, замок был оставлен как армией, так и прежними хозяевами. Постепенно он разрушался, пока коммуна не купила комплекс за символическую плату в 300 песет. Позже местные жители с государственной поддержкой приступили к восстановлению замка, но Гражданская война прекратила восстановительные работы. Сейчас они не ведутся.  

## Описание

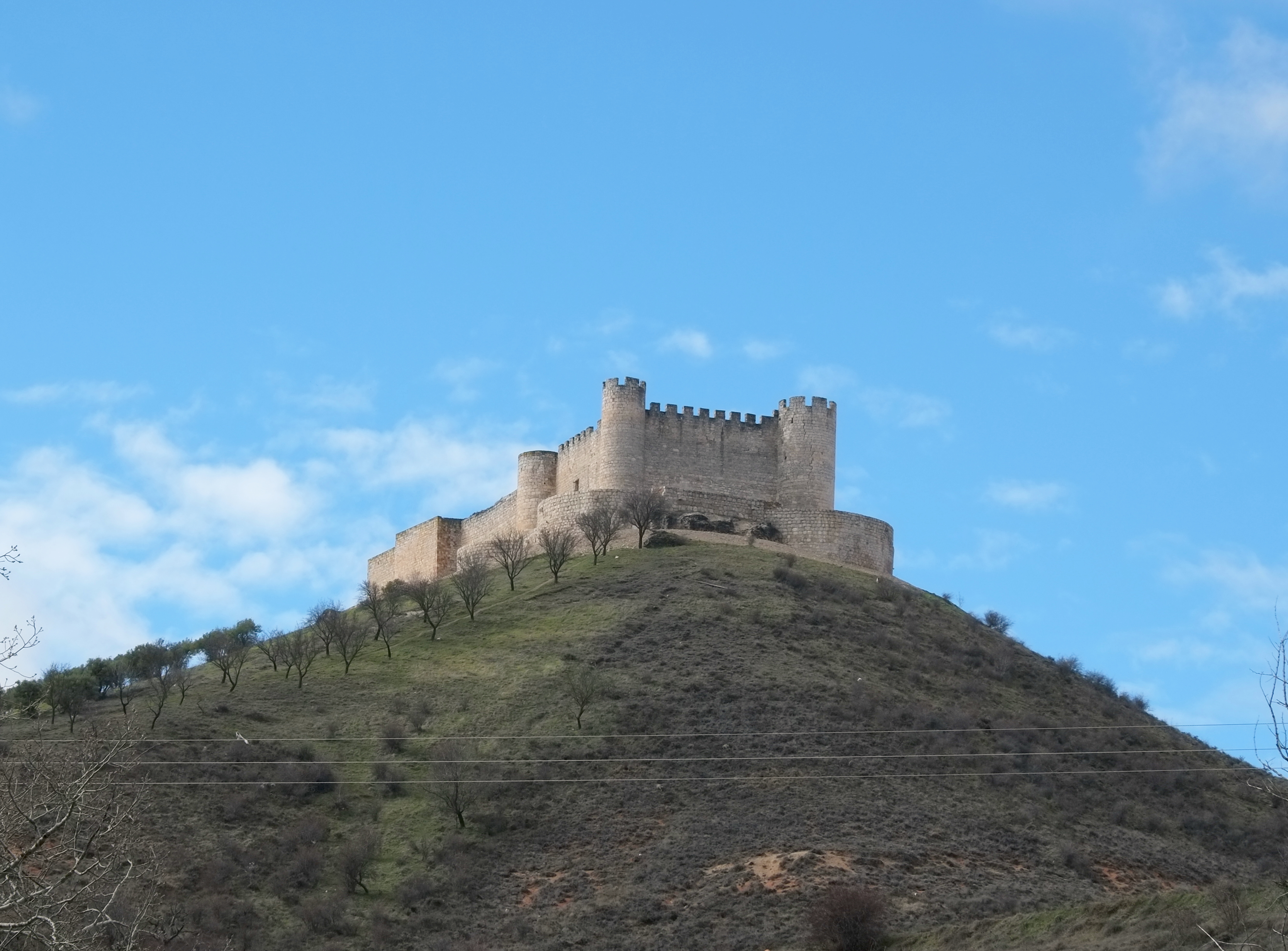
Хадраке стоит на довольно высоком холме

Хадраке представляет собой квадрат, стоящий на пологом холме. По периметру его стен располагаются пять башен: четыре круглых и одна квадратная. Длина самих стен составляет 240 метров без учёта зубцов. Примечательно, что вокруг замка нет крепостного рва, что объясняется отсутствием на холме высокой растительности: обороняющиеся могли легко простреливать окружающее пространство. Также в стенах замка и башен отсутствуют амбразуры. Жилой комплекс расположен в северной части внутреннего двора, и выполнен в итальянском стиле эпохи Ренессанса. 
По мнению философа Хосе Ортега-и-Гассета комплекс — это «самый потрясающий холм в мире».